# Tibiri (département)
Pour les articles homonymes, voir Tibiri (homonymie).
Tibiri est un département de la région de Dosso au Niger.

## Géographie
Le département frontalier du Nigeria se trouve à l'ouest du Niger méridional, il s'étend sur le territoire de quatre communes rurales : Douméga, Guéchémé, Koré Maïroua et Tibiri. La superficie du département est estimée à 2 768 km2.

## Histoire
Le poste administratif de Tibiri est instauré en 1986. En 2011, il est séparé du département de Dogondoutchi et élevé au statut de département.

## Population
Selon le recensement général de la population et de l'habitat de 2012, le département compte 270 016 habitants. De 2001 à 2012, la population a augmenté en moyenne de 2,1 % par an (pour un accroissement national moyen de : 3,9 %). 

## Administration
Le département compte quatre communes rurales : Douméga, Guéchémé, Koré Maïroua et Tibiri.
| Code INS | Commune      | Superficie (km²) | Population (2012) | Localités |
| -------- | ------------ | ---------------- | ----------------- | --------- |
| 30801    | Douméga      | 241,6            | 29 429            | 55        |
| 30802    | Guéchémé     | 1 147            | 108 778           | 235       |
| 30803    | Koré Maïroua | 773,7            | 54 251            | 166       |
| 30804    | Tibiri       | 605,8            | 77 558            | 175       |